# Léopold Courouble

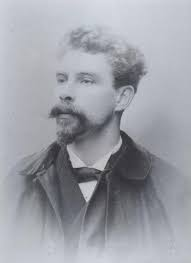
Portretfoto

Léopold Auguste Courouble (Brussel, 3 februari 1861 – aldaar, 17 maart 1937) was een Belgische Franstalige schrijver. Hij is vooral bekend van zijn romancyclus over de familie Kaekebroeck, waarin hij het meest zuivere Frans combineerde met plat Brussels. Ook schreef hij koloniale reisliteratuur over Congo.

## Leven
Courouble werd geboren in een rijke familie, die een fabriek en een papierwinkel bezat. Zijn ouders, Prosper Courouble en Mélanie Van Haelen, woonden in een huis met dubbele trapgevel in de Kartuizerstraat, waarvan de tuin tot aan de Zenne liep. Voor het slapengaan luisterde hij gretig naar de verhalen van hun werkvrouw Bertine, die helemaal weg was van de Ilias. Hij ging even naar de lagere school in de Kogelstraat, maar werd dan op zevenjarige leeftijd op internaat gestuurd naar het Lycée du Prince-Impérial in het Franse Vanves. Niet geholpen door zijn Belgische accent, voelde dit groene domein bij Parijs voor hem als een strafkamp. Hij was opgelucht toen zijn kostschooltijd werd onderbroken door de Frans-Duitse Oorlog van 1870-1871. De gewonden van Sedan die toen in Brussel werden opgevangen, maakten indruk op hem. 
Na een jaar moest Couroubles terug naar Vanves en vervolgens werd hij ingeschreven aan het Lycée Louis-le-Grand in de hoofdstad. De laatste twee jaar van zijn middelbaar (1877-1879) volgde hij aan het koninklijk atheneum van Brussel, waar zijn Franse Frans door zijn medeleerlingen – onder wie zijn vriend voor het leven Eugène Demolder – op hoongelach werd onthaald. Deze nieuwe stigmatisering van zijn taalgebruik – nu in omgekeerde richting –, bracht hem misschien van zijn stuk, maar hij dacht er niet aan zijn accent aan te passen. Hij voelde zich verwant met de Brusselaars en tegelijk heel anders.
Als volgende stap koos Courouble voor rechtenstudies aan de Université libre de Bruxelles. Nadat hij in 1884 zijn doctorstitel behaalde, begon hij aan de stage van advocaat, een beroep dat hem niet zou bevredigen. Op het familiefortuin moest hij niet vertrouwen, want dat was in rook opgegaan. Hij leverde zich dan maar uit aan het avontuur en vertrok als scheepsjongen naar New York. Zijn ervaringen op zee zou hij later behandelen in Atlantique idylle (1895) en À bord du Jacques Van Artevelde (1931). 
Terug uit Amerika hervatte Courouble de advocatuur en begon hij ook te publiceren. Onder de naam Maître Chamaillac schreef hij een gerechtskroniek voor het Journal des Tribunaux en voor het liberale blad La Réforme, waarvan een selectie zou verschijnen onder de titel Mes Pandectes (1900). Andere stukken verschenen in Palais (1887-1889) en in L'Étoile belge (1893). Hij trouwde in 1891 met Clotilde Hobé en kreeg het volgende jaar een zoon Robert. In 1893 publiceerde hij een eerste boek, de bundel Contes et souvenirs, met een mengeling van autobiografische stukjes en verhalen. Onder die laatste waren vijf contes bruxellois in het genre dat hem bekend zou maken, met titels als La fin de Trullemans. Ook in Atlantique idylle (1895) was een Brussels luik opgenomen, met Les Fiançailles de Joseph Kaekebrouch. Zijn volgende boek Notre langue (1898) was een parodiërende taalwijzer om het Brussels te corrigeren. Volgens het stramien "Zeg niet... maar wel..." gaf hij telkens een barbarisme, om er in de "verbetering" nog een schepje bovenop te doen.
Mee door zijn vriendschap met Félix Fuchs kon Courouble in januari 1899 inschepen naar de Onafhankelijke Congostaat van Leopold II om er rechter te worden. Zijn standplaats was Leopoldstad, maar het was een reizend ambt. Hij werd benoemd tot subsituut-procureur in Boma, wat gepaard ging met allerlei "nevenfuncties", zoals die van ambtenaar van de burgerlijke stand, nalatenschapsbeheerder en notaris. Gedreven door het gemis van zijn familie, die in België was achtergebleven, bekwam hij door toedoen van Fernand Waleffe ontslag om gezondheidsredenen. De Congolese stof verwerkte hij in drie boeken: En plein soleil (1900), Profils blancs et frimousses noires (1901) en Images d'Outre-Mer (1903). In 1902 keerde hij nog eens terug voor een reis van enkele weken naar Matadi.
Het grote succes kwam met een andere roman die Courouble in die tijd publiceerde, La Famille Kaekebroeck (1901). Het werd de basis voor een zevendelige cyclus die behoort tot de bestsellers van de Belgische literatuur uit die periode (en die hem toeliet zich in 1904 te laten schrappen van het tableau). De boeken hadden een humor die dicht bij "zwanze" lag en eenvoudige plots waarin de anekdotes elkaar opvolgden. Ze werden vooral gaande gehouden door de levendig geschetste personnages, wier platte manier van spreken contrasteerde met het elegante Frans van de verteller. Er was een vage lijn tussen waar de observatie eindigde en de karikatuur begon. Het enthousiasme van het grote publiek leidde tot navolging van Courouble, in het bijzonder door het theaterstuk Le Mariage de Mademoiselle Beulemans (1910), dat hem zelfs in de schaduw heeft gesteld.   
De Eerste Wereldoorlog zorgde voor een breuk in Couroubles literaire carrière, doordat zijn zoon Robert in 1915 sneuvelde aan het front in Stuivekenskerke. Het was zo'n klap dat hij de pen liet zwijgen en emigreerde naar het Zuid-Franse Toulon. Nochtans ontbrak het hem niet aan erkenning. In 1921 kreeg hij een zetel in de pas opgerichte Académie royale de langue et de littérature françaises de Belgique en in 1926 maakte het hof hem Commandeur in de Kroonorde. Het jaar daarop reanimeerde hij onverwacht de Kaekebroecksaga met een afsluitend deel, Le Roman d'Hippolyte, waarin hij het leven van zijn zoon verwerkte. Daarna volgden met Prosper Claes (1929) en L'Étoile de Prosper Claes (1930) nog twee romans over de Brusselse zeden. Zijn laatste boek, À bord du Jacques Van Artevelde (1931), was weer een reisverhaal. 
In 1932 maakte Courouble een reis van enkele maanden naar Dahomey, waarvan hij verslag deed in La Gazette onder de titel Heures dahoméennes. Zwaar ziek moest hij worden gerepatrieerd. Hij bleef in Toulon wonen en bezocht af en toe zijn vrienden in Brussel. Begin 1937 keerde hij terug naar zijn geboortestad, waar hij in het voorjaar overleed in het Sint-Pietersziekenhuis.

## Eerbetoon
De Brusselse gemeente Schaarbeek, waar hij korte tijd in de Paleizenstraat heeft gewoond, vernoemde in 1906 de nieuwe Léopold Couroublestraat naar hem.
Tot zijn dood bezette hij zetel 17 van de Académie royale de langue et de littérature françaises de Belgique (1921-1937).
In 1926 werd hij onderscheiden met het teken van commandeur in de Kroonorde.

## Publicaties
- Contes et souvenirs (1893)
- Atlantique idylle. Les Fiançailles de Joseph Kaekebroeck. Ferdinand Mosselman (1895)
- Notre langue (1898)
- Mes Pandectes (1900)
- En Plein soleil (1900) – bevat: Voyage à Bankana en La Passe Swinburne – heruitgegeven in 1930, aangevuld met Les Maisons du juge
- Profils blancs et Frimousses noires (1901)
- La Famille Kaekebroeck (1901)
- Pauline Platbrood (1902)
- Les Noces d'or de M. et Mme Van Poppel (1902)
- Images d'Outre-Mer (1903)
- Les Cadets du Brabant (1903)
- La Maison espagnole (1904)
- Le Mariage d'Hermance (1905)
- La Ligne des Hespérides (1907)
- Contes et récits d'un Bruxellois (1907)
- Madame Kaekebroeck à Paris (1910)
- Le Petit Poels (1913)
- Le Roman d'Hippolyte (1927)
- Les Deux croisières. Atlantique idylle. La Ligne des Hespérides (1928)
- Un Lettré (1929) in: Bulletin de l'Académie royale de Langue et Littérature françaises de Belgique, vol. 7, nr. 2, p. 17-33 (over Félix Fuchs)
- Prosper Claes (1929)
- L'Étoile de Prosper Claes (1930)
- À bord du « Jacques Van Artevelde » (1931)

## Correspondentie
- "Lettres de Léopold Courouble à Gaston-Denys Perier" in: Congo-Meuse, 2002, nr. 4, p. 38-57

## Voetnoten
1. ↑  Veel, zelfs recente literatuur geeft 1889 als vertrekjaar, maar de meest precieze gegevens over Couroubles verblijf in Congo zijn te vinden in: Joseph-Marie Jadot, "Courouble (Léopold-Auguste)" in: Belgische Koloniale Biografie, vol. 3, 1952, kol. 163-167
2. ↑  Léopold Courouble, En Plein soleil, 1900, p. 16
3. ↑  Léopold Couroublestraat, Inventaris Bouwkundig Erfgoed (bezocht 12 oktober 2024)